# VisualVM
A VisualVM egy szoftver segédeszköz, amely vizuális interfészt nyújt a Java virtuális gép (JVM)-en futó Java alkalmazások részletes információnak megjelenítéséhez.
A VisualVM a JVM adatait rendszerezi a Java Development Kit (JDK) eszközök segítségével. Az információk megjelenítését képes valós időben egyszerre több Java alkalmazás esetén is ellátni mind lokális, mind távoli hostokon futó alkalmazások esetén is. A fejlesztők továbbá adatokat szerezhetnek a JVM szoftverről magáról és lementhetik az adatokat a helyi rendszerre, majd pedig megjeleníthetik azokat és később megoszthatja másokkal. A VisualVM NetBeans platformra épül, felépítése moduláris és könnyű kiterjeszteni pluginekkel.A VisualVM-et aktívan fejlesztik.

## Funkciók
A VisualVM funkcióit az alkalmazás fejlesztők, a rendszer adminisztrátorok, a minőség ellenőr mérnökök és az alkalmazás felhasználók használják  hibakeresésre és hibabejelentések alapjául. A következő főbb funkciói vannak:
- lokális és távoli Java alkalmazások megjelenítése
- alkalmazás konfigurációk és futás idejű környezetek megjelenítése
- alkalmazás memória használat és futás idejű viselkedés mód monitorozása
- alkalmazás szálak monitorozása
- alkalmazás teljesítmény profilozása és memória foglalás analízise
- thread dumpok készítése és megjelenítése
- heap dumpok készítése és böngészése
- core dumpok és alkalmazások analízise offline módon.

## Fordítás
- Ez a szócikk részben vagy egészben  a   VisualVM című angol Wikipédia-szócikk fordításán alapul.  Az eredeti cikk szerkesztőit annak laptörténete sorolja fel. Ez a jelzés csupán a megfogalmazás eredetét és a szerzői jogokat jelzi, nem szolgál a cikkben szereplő információk forrásmegjelöléseként.